# Franciszek Dąbrowski

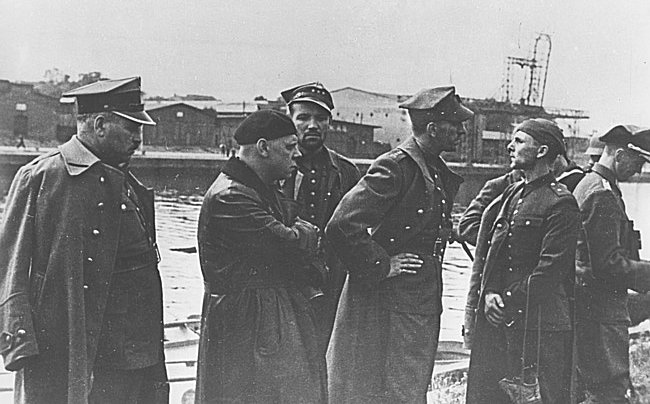
Polscy oficerowie po kapitulacji Westerplatte, 7 września 1939.
Od lewej: chor. Edward Szewczuk, por. Stefan Grodecki, kpt. Mieczysław Słaby, kpt. Franciszek Dąbrowski, ppor. Zdzisław Kręgielski

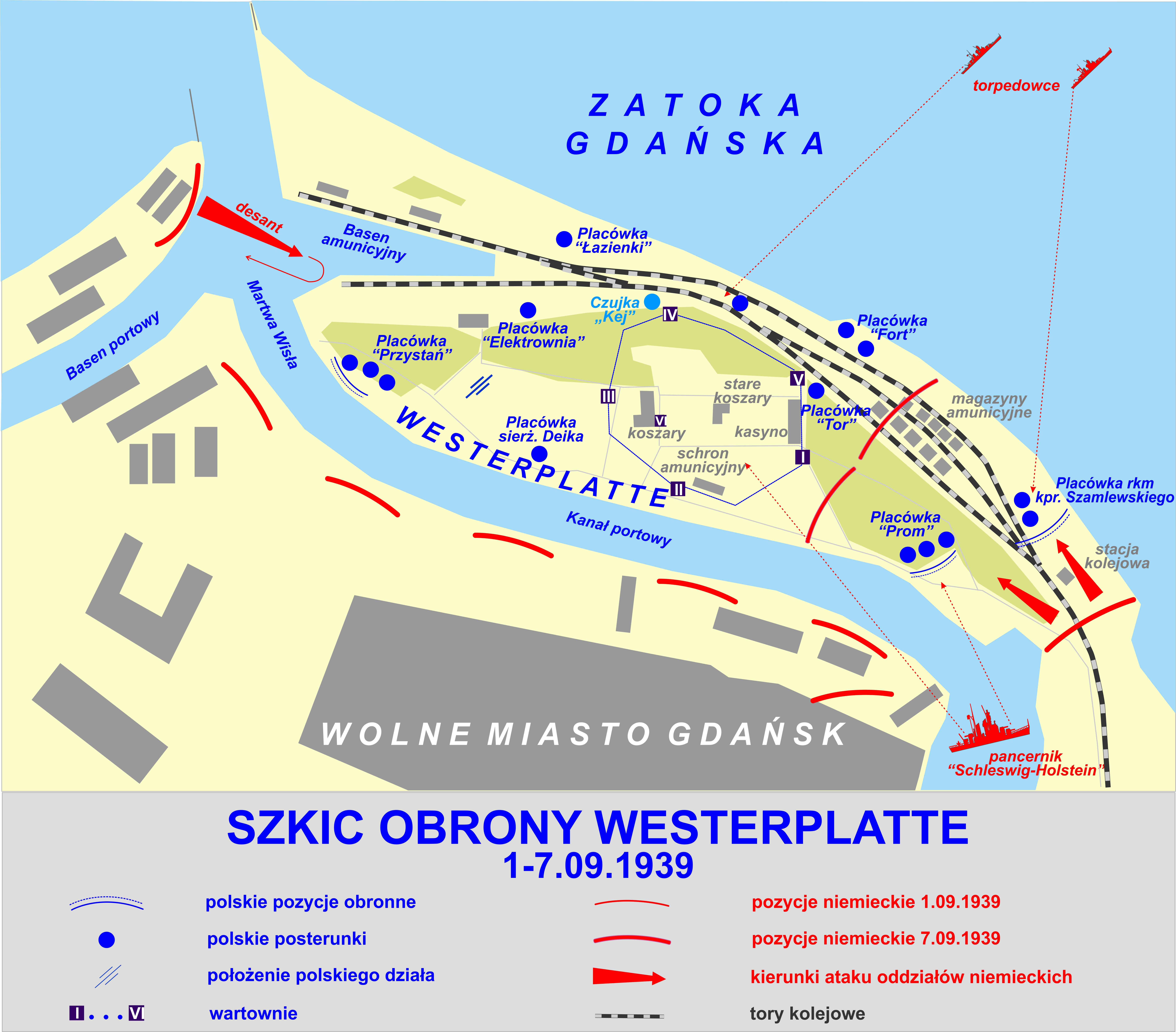

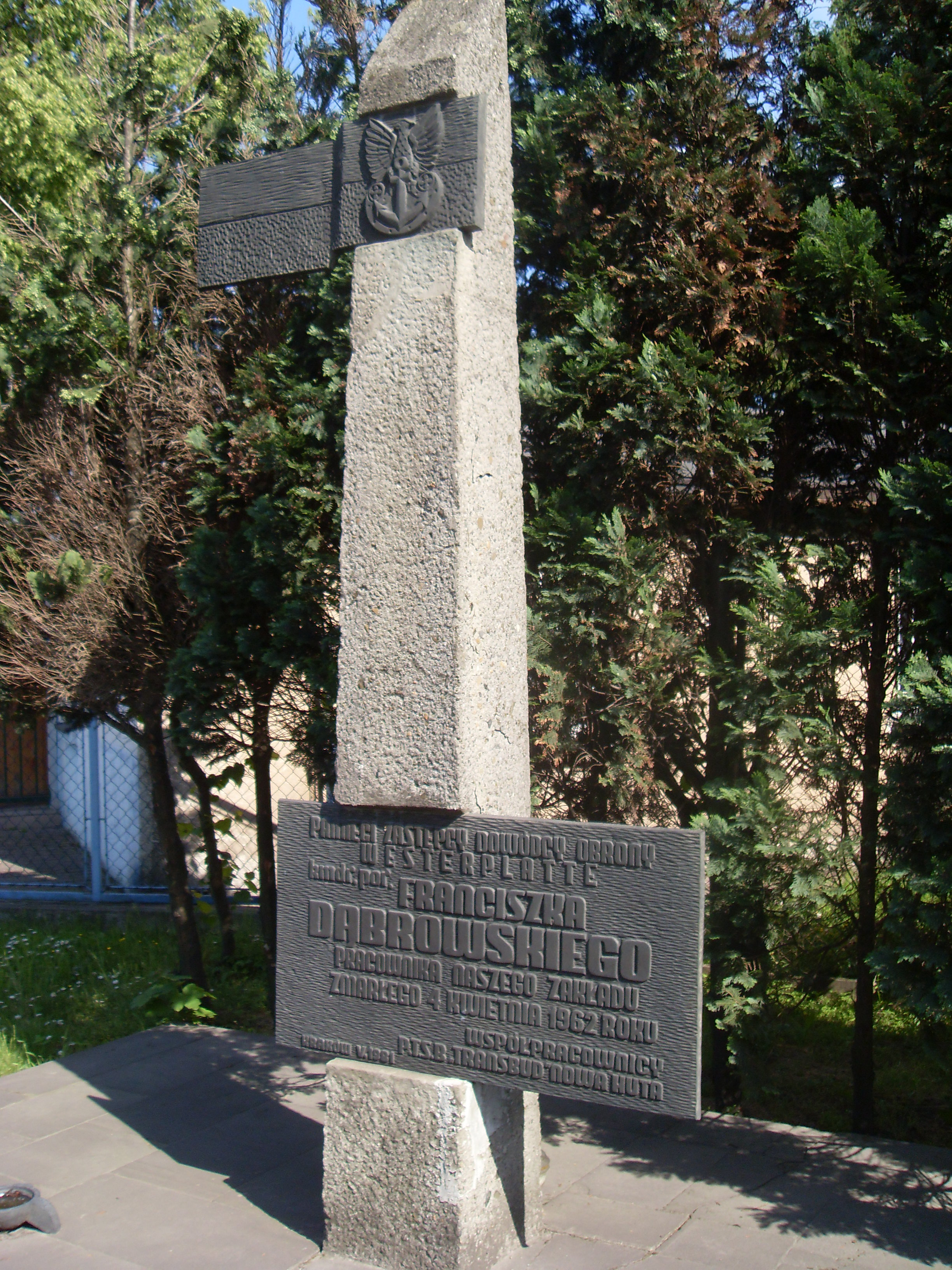
Pomnik przed wjazdem do Transbudu w Nowej Hucie, w którym F. Dąbrowski pracował jako portier

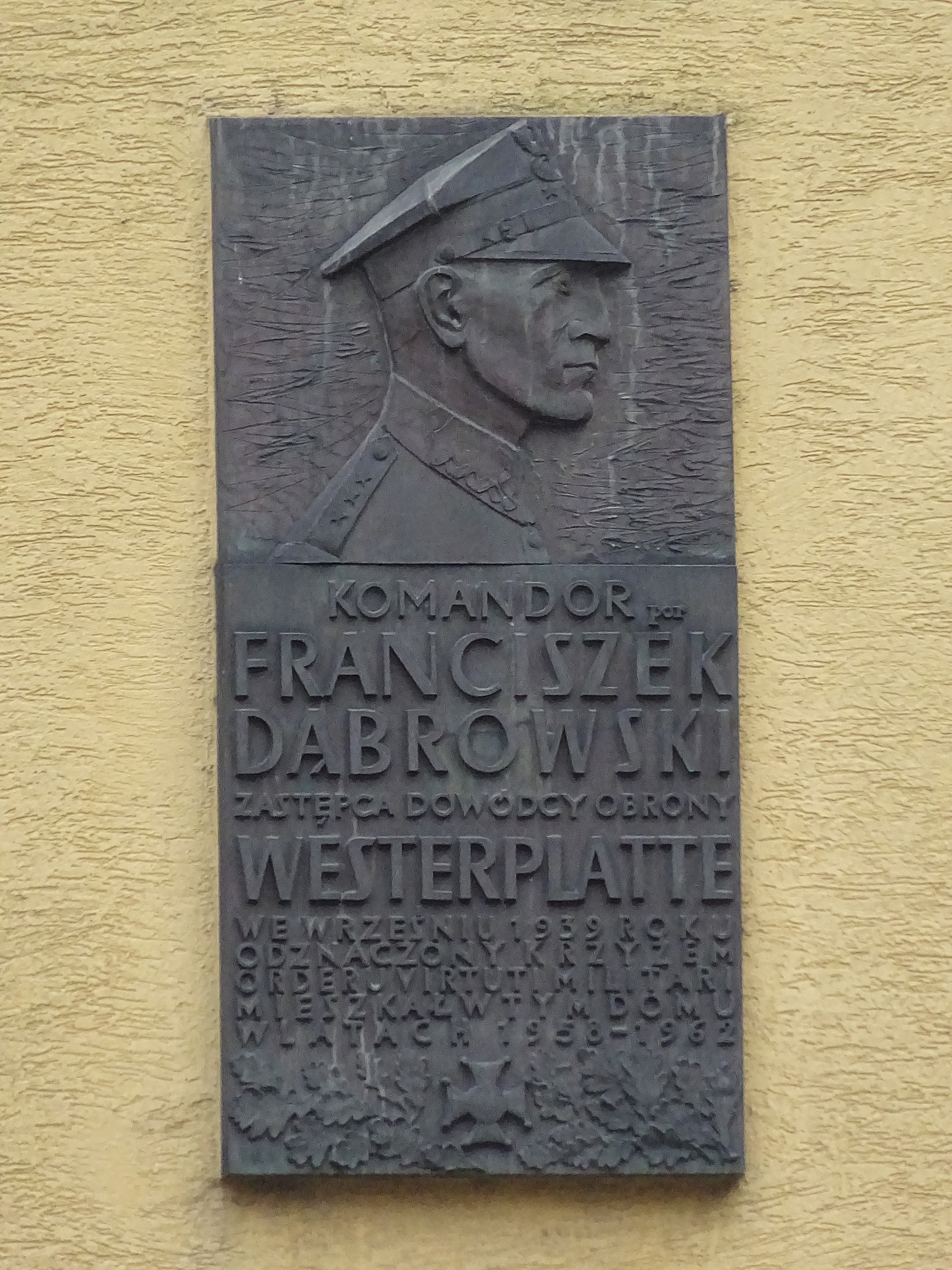
Tablica na kamienicy przy ul. Chopina 20 w Krakowie, upamiętniająca zamieszkiwanie owej kamienicy przez Franciszka Dąbrowskiego w latach 1958–1962

Franciszek Józef Dąbrowski, ps. „Kuba” (ur. 17 kwietnia 1904 w Budapeszcie, zm. 24 kwietnia 1962 w Krakowie) – oficer Wojska Polskiego i Marynarki Wojennej, w czasie wojny obronnej Polski w 1939 zastępca komendanta Wojskowej Składnicy Tranzytowej na Westerplatte w stopniu kapitana, a według niektórych publikacji przez większość czasu także faktyczny dowódca obrony. Po wojnie, komandor porucznik Marynarki Wojennej.

## Życiorys

### Początek kariery wojskowej
Franciszek Józef Dąbrowski, syn szlachcica (h. Jelita) generała Romualda Dąbrowskiego i węgierskiej baronowej Elżbiety (Elizabeth) z Broulików. Imiona Franciszek Józef otrzymał na cześć panującego władcy Austro-Węgier. Służbę wojskową rozpoczął w listopadzie 1918 roku w szkole podchorążych w Krakowie. W następnym roku szkołę przemianowano w Korpus Kadetów Nr 1 we Lwowie, gdzie 24 czerwca 1921 otrzymał świadectwo dojrzałości. W latach 1921–1923 był słuchaczem Szkoły Podchorążych Piechoty w Warszawie. Po ukończeniu szkoły i awansie na podporucznika ze starszeństwem z dniem 1 lipca 1923 przydzielony został do 3 pułku Strzelców Podhalańskich w Bielsku i w tej jednostce służył w latach 20. Następnie pełnił służbę w Batalionie Szkolnym Podchorążych Piechoty w Biedrusku. W 1932 był w dyspozycji szefa Departamentu Piechoty Ministerstwa Spraw Wojskowych. Od 1932 roku służył w 29 pułku Strzelców Kaniowskich w Kaliszu.

### Westerplatte
Z początkiem grudnia 1937 r. został przeniesiony z Kalisza do Gdańska, formalnie do Wydziału Wojskowego Komisariatu Generalnego Rzeczypospolitej Polskiej w Wolnym Mieście Gdańsku, w rzeczywistości – na stanowisko zastępcy komendanta, dowódcy Oddziału Wartowniczego Wojskowej Składnicy Tranzytowej na Westerplatte. Do najważniejszych obowiązków kpt. Dąbrowskiego, specjalisty od broni maszynowej, należało szkolenie żołnierzy składnicy w zakresie ochrony obiektów na zamkniętym terenie placówki. Poza tym prowadził odprawy z dowódcami wart, zaznajamiał patrole i roty oficerskie z obiektami oraz rejonami obserwacji i podsłuchu. Dowódcą oddziału wartowniczego i zastępcą komendanta Wojskowej Składnicy Tranzytowej na Westerplatte był od grudnia 1937 do 7 września 1939. WST broniła się do 7 września 1939, kiedy to mjr Sucharski ostatecznie zdecydował poddać placówkę.

### Niewola i pierwsze lata po wojnie
Okres niewoli spędził w obozach jenieckich w Klein Dexen (Stablack, dziś Dołgorukowo) na terenie Prus Wschodnich, w murowanych koszarach w Prabutach, w oflagu XVIII A w Lienzu w Tyrolu na terenie Austrii oraz w wielkim obozie jeńców polskich – Oflagu II C Woldenberg (Dobiegniew). Pobyt w niewoli Dąbrowskiego przyczynił się jednak do szybko postępującej gruźlicy, choć z uwagi na karierę ojca w wojsku cesarskim był lepiej traktowany przez lekarzy obozowych.
Po wyzwoleniu zgłosił chęć dalszej służby wojskowej. 10 sierpnia 1945 roku został awansowany na stopień majora (kmdr ppor.) i jeszcze w tym samym miesiącu otrzymał przydział na szefa sztabu samodzielnego batalionu morskiego. Batalion ten w 1946 został przeformowany na Kadrę Marynarki Wojennej, a jego dowódcą został Dąbrowski, awansowany jednocześnie do stopnia komandora porucznika. Awansowano go, choć znany był z braku aktywnego zaangażowania politycznego i jednocześnie negatywnego stosunku do władz. Dobrze oceniano jednak jego walory dowódcze i organizacyjne. Dla zabezpieczenia przebiegu wyborów na Pomorzu Gdańskim sformowano grupy ochronno-propagandowe. Komendantem ośrodka wyszkolenia tych grup mianowano 1 stycznia 1947 Dąbrowskiego. Funkcję tę pełnił do 1949 roku, kiedy to został szefem Biura Dowódcy Marynarki Wojennej w Gdyni. Członek PPR, później PZPR po połączeniu z PPS, wyrzucony z partii po kilku latach jako „oficer sanacyjny”.

### Lata stalinizmu
W 1950 Dąbrowski został uznany za inwalidę wojennego i zwolniony z powszechnego obowiązku służby wojskowej; nie miał jednak wypracowanej emerytury wojskowej. Od tego momentu rozpoczął się najtrudniejszy okres w życiu Dąbrowskiego. Z Ustki musiał przenieść się wraz z rodziną do Krakowa. Nie miał pracy i żadnej możliwości kontynuowania niezbędnego leczenia sanatoryjnego. Po wielu staraniach o mieszkanie, otrzymał pojedynczy pokój bez sanitariatu. Aby utrzymać rodzinę, podjął pracę jako kasjer w KMPiK, szył chałupniczo pantofle. Na początku lat 50. na fali czystek stalinowskich został usunięty z PZPR i pozbawiony pracy.

Zebranie tej redakcji, poświęcone zdrowym odruchom czujności rewolucyjnej, zgromadziło kilkaset osób. Prowadziła je, pełniąca funkcję sekretarza, towarzyszka Wiśniewska. Towarzyszka Wiśniewska była za swego poprzedniego życia sprzątaczką w jakiejś chrzanowskiej fabryce (…). Miała polecenie oczyścić organizację partyjną i zabrała się do tego z pełną gorliwością (…). W pewnej chwili zza stołu prezydialnego padło nazwisko „Dąbrowski” (…). Aby sprawę uściślić, towarzyszka Wiśniewska, wstrzymując oddech, dodała, akcentując każdą literę: „Przedwojenny oficer”. Wstał z miejsca szczupły, wymizerowany mężczyzna i zaczął mówić, a raczej opowiadać swój życiorys (…). Kiedy kapitan Dąbrowski wydukał już swój życiorys, królująca za stołem prezydialnym towarzyszka Wiśniewska ze zgrozą spojrzała na salę i tak, mniej więcej, podsumowała to, co usłyszała: „A więc mamy w naszych szeregach przedwojennego oficera Polski sanacyjnej, czyli wroga. Udział w wojnie nie tłumaczy kapitana Dąbrowskiego. Sprawa jest jasna. Kto z obecnych jest za usunięciem kapitana Dąbrowskiego z partii?”
Odwołanie Dąbrowskiego zostało oczywiście odrzucone. Zrozumiałem więc – wyrok na Dąbrowskim został wykonany. Okazało się, że się myliłem. Była to bowiem połowa wyroku (…). Zjechała do Krakowa komisja, by do końca oczyścić wydawnictwo z wrogich elementów. Komisja – kierowała nią niejaka Nowicka – uznała, że Dąbrowskiego należy natychmiast usunąć także i z pracy.

Usuniętemu z partii i pracy oficerowi nikt nie chciał pomóc. Dopiero powiadomiony przez Arnolda Mostowicza generał Bolesław Kieniewicz, dowódca Krakowskiego Okręgu Wojskowego, spowodował, że Dąbrowskiemu umożliwiono pracę sprzedawcy gazet w kiosku, w atrakcyjnym punkcie na Plantach:

Może kiedyś znajdzie się dokumentalista, który film [o Westerplatte] uzupełni historią o tym, jak „czujność” partii zdemaskowała w jej szeregach wroga w postaci bohaterskiego oficera i jak to ruski generał odnalazł w swoich żyłach tę jedną kroplę polskiej krwi, której zabrakło krakowskim działaczom.

### Rehabilitacja
Po październikowej odwilży 1956, Dąbrowskiemu wypłacono odszkodowanie i otrzymał większe mieszkanie. Podjął aktywną działalność na rzecz utworzenia Związku Obrońców Westerplatte.
Zmarł 24 kwietnia 1962 w krakowskim Szpitalu Przeciwgruźliczym, w wieku 58 lat. Został pochowany w alei zasłużonych cmentarza Rakowickiego w Krakowie (kwatera LXVII-płd. 1-4).

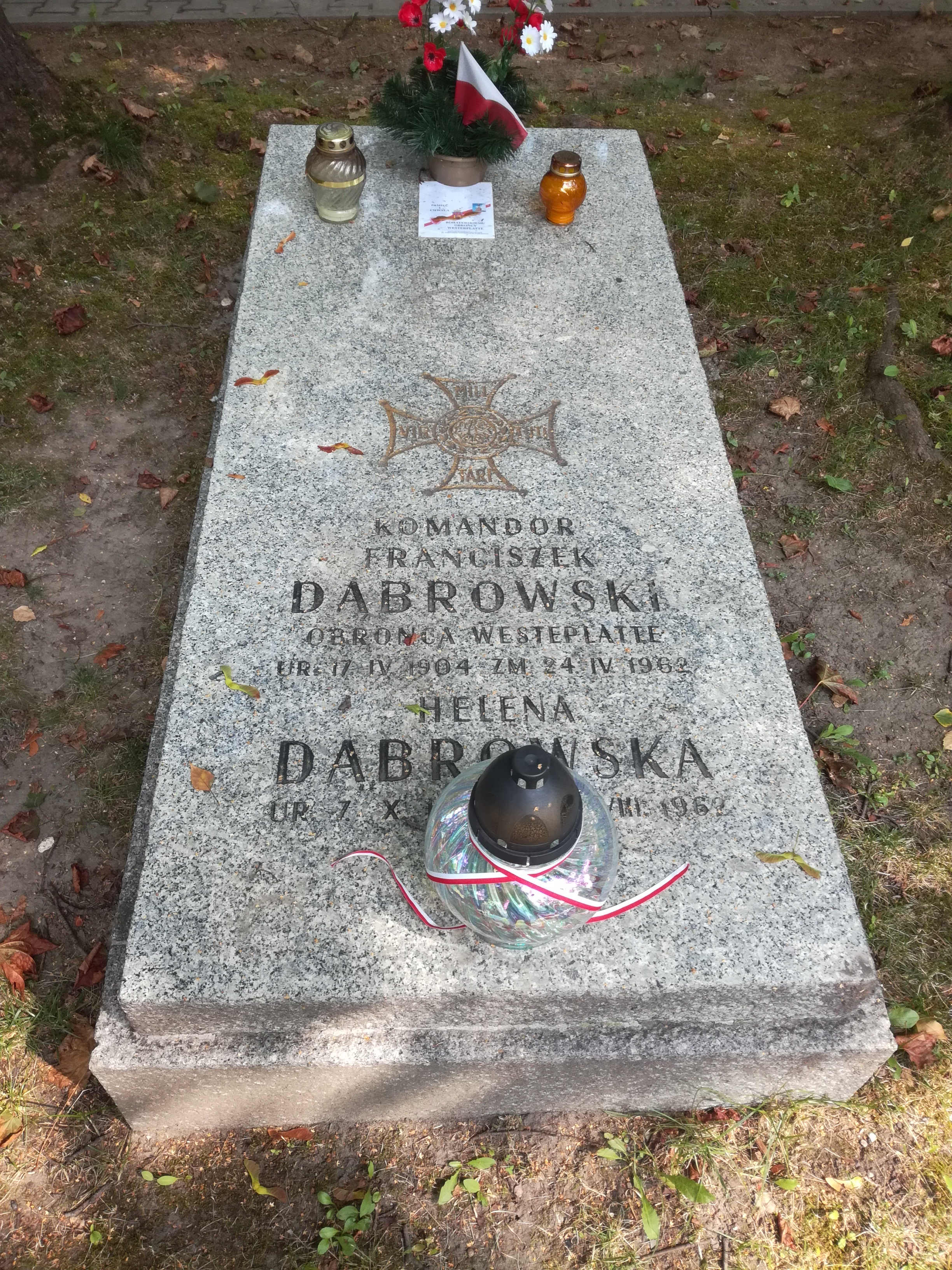
Grób Franciszka Dąbrowskiego na cmentarzu Rakowickim

Jest autorem książek: „Dziennik bojowy załogi Westerplatte” (1945) oraz „Wspomnienia z obrony Westerplatte” (1957).
Dopiero w latach 90. XX wieku została szerzej ujawniona w nowym piśmiennictwie historycznym faktyczna rola Dąbrowskiego i postawa majora Sucharskiego podczas obrony Westerplatte, wcześniej uważano w oficjalnej historiografii majora Sucharskiego za dowodzącego cały czas obroną Westerplatte, do czego przyczyniła się m.in. książka Melchiora Wańkowicza (czemu oficjalnie nie zaprzeczali uczestnicy obrony).

## Awanse
- Podporucznik – ze starszeństwem z 1 lipca 1923
- Porucznik – ze starszeństwem z 1 lipca 1925
- Kapitan – 27 czerwca 1935 ze starszeństwem z 1 stycznia 1935 i 111 lokatą w korpusie oficerów piechoty
- Major – zweryfikowany z dniem 10 sierpnia 1945
- Komandor podporucznik – do 1946[21]
- Komandor porucznik – 1946

## Ordery i odznaczenia
- Krzyż Srebrny Orderu Virtuti Militari (1945)[22]
- Złoty Krzyż Zasługi (20 grudnia 1946)[21][22]
- Srebrny Krzyż Zasługi (22 maja 1939)[23][24]
- Medal Pamiątkowy za Wojnę 1918–1921[22][24]
- Medal Dziesięciolecia Odzyskanej Niepodległości[22][24]
- Medal Zwycięstwa i Wolności 1945[22]
- Medal za Odrę, Nysę, Bałtyk[22]
- Odznaka Grunwaldzka (1946)[22]

## Upamiętnienie
- Wizerunek Franciszka Dąbrowskiego znajduje się na wydanym w 1989 r. przez Pocztę Polską z okazji 50. rocznicy wojny obronnej znaczku pocztowym o nominale 25 złotych i nakładzie 6 milionów sztuk upamiętniającym obronę Westerplatte[25].
- Jego imię nosi Szkoła Podstawowa nr 62 w Krakowie[26].
- Był patronem Morskiej Brygady Okrętów Pogranicza w Gdańsku (15 kwietnia 1967 – 1 sierpnia 1991) oraz Gimnazjum nr 34 w Gdańsku-Nowym Porcie[a].

- Jest bohaterem dwóch polskich filmów historycznych traktujących o obronie Westerplatte. W jego postać wcielili się: Arkadiusz Bazak w Westerplatte z 1967 (reż. Stanisław Różewicz) i Robert Żołędziewski w Tajemnicy Westerplatte z 2013 (reż. Paweł Chochlew).
- W 2022 roku został patronem ronda (przy ulicy Darłowskiej) w Ustce[27].